# Teurower Wassermühle

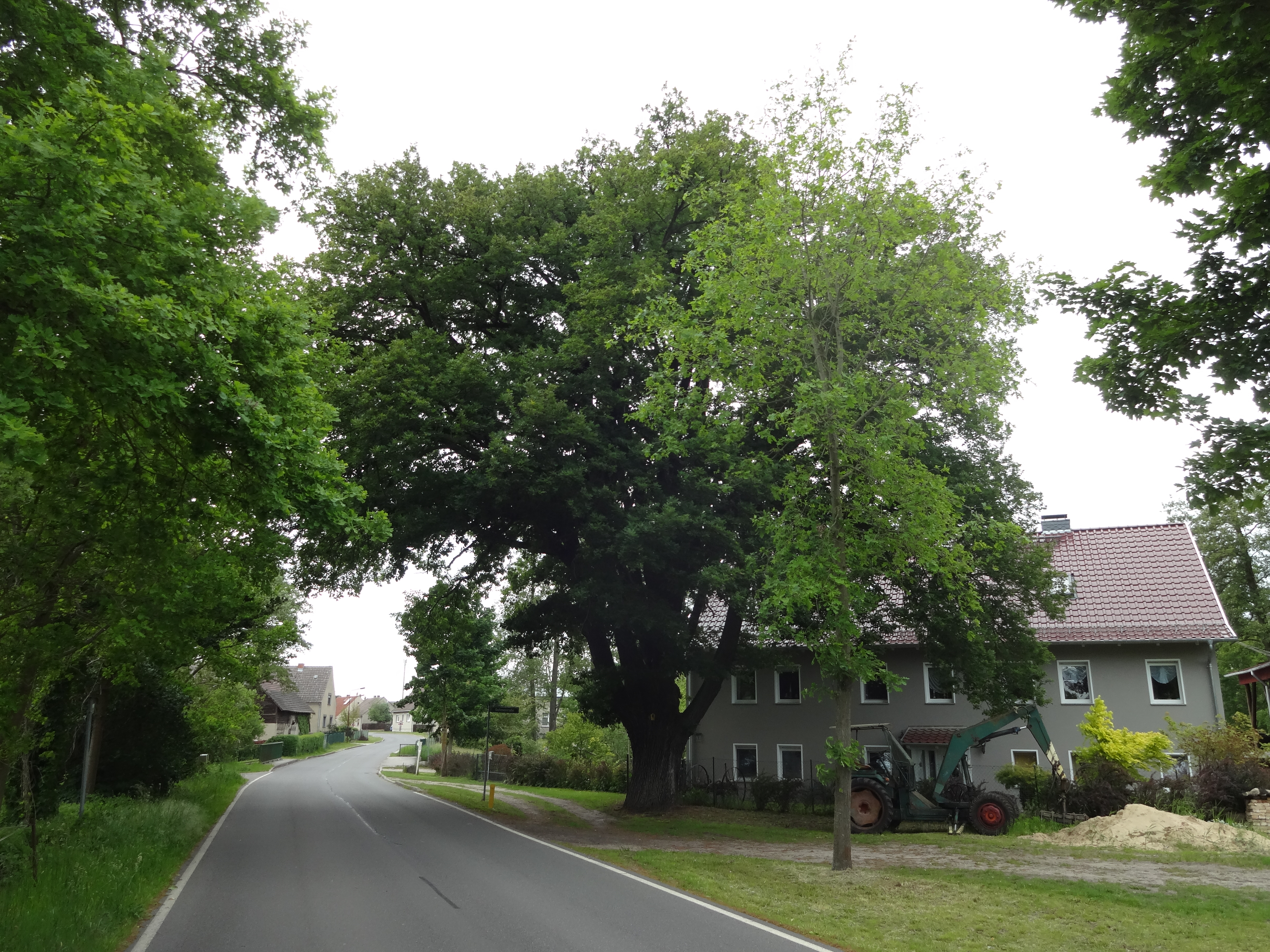
Die ehemalige Teurower Wassermühle, jetzt Wohnhaus, mit Naturdenkmal Eiche davor

Die Teurower Wassermühle, auch Große Mühle Teurow war eine historische Wassermühle an der Dahme im Ortsteil Teurow der Gemeinde Halbe im Landkreis Dahme-Spreewald (Brandenburg). Die ehemalige Mühle ist eine der 18 historischen Wassermühlen an der Dahme und eine Station am Dahme-Wassermühlen Rad- und Wanderweg. Sie ist 1542 erstmals urkundlich erwähnt; der Betrieb wurde 1911 eingestellt.

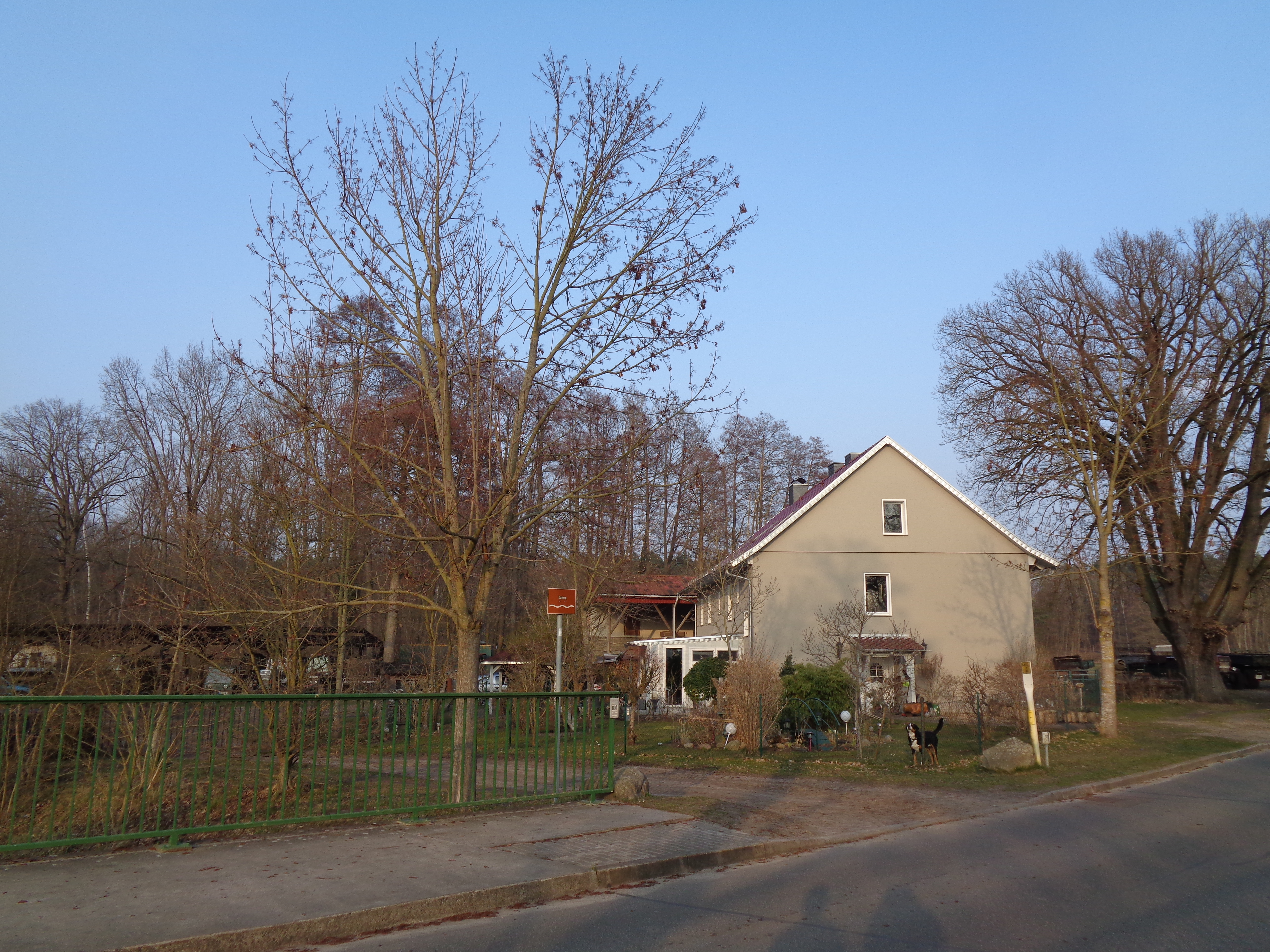
Teurower Wassermühle, die Schmalseite zur Straße hin

## Lage
Die ehemalige Teurower Wassermühle liegt etwas abgesetzt von der übrigen Bebauung von Teurow östlich der Dahme. Direkt am ehemaligen Mühlengehöft führt die Dahmestraße vorbei. Die ehemalige Mühle liegt auf etwa 42 m ü. NHN.

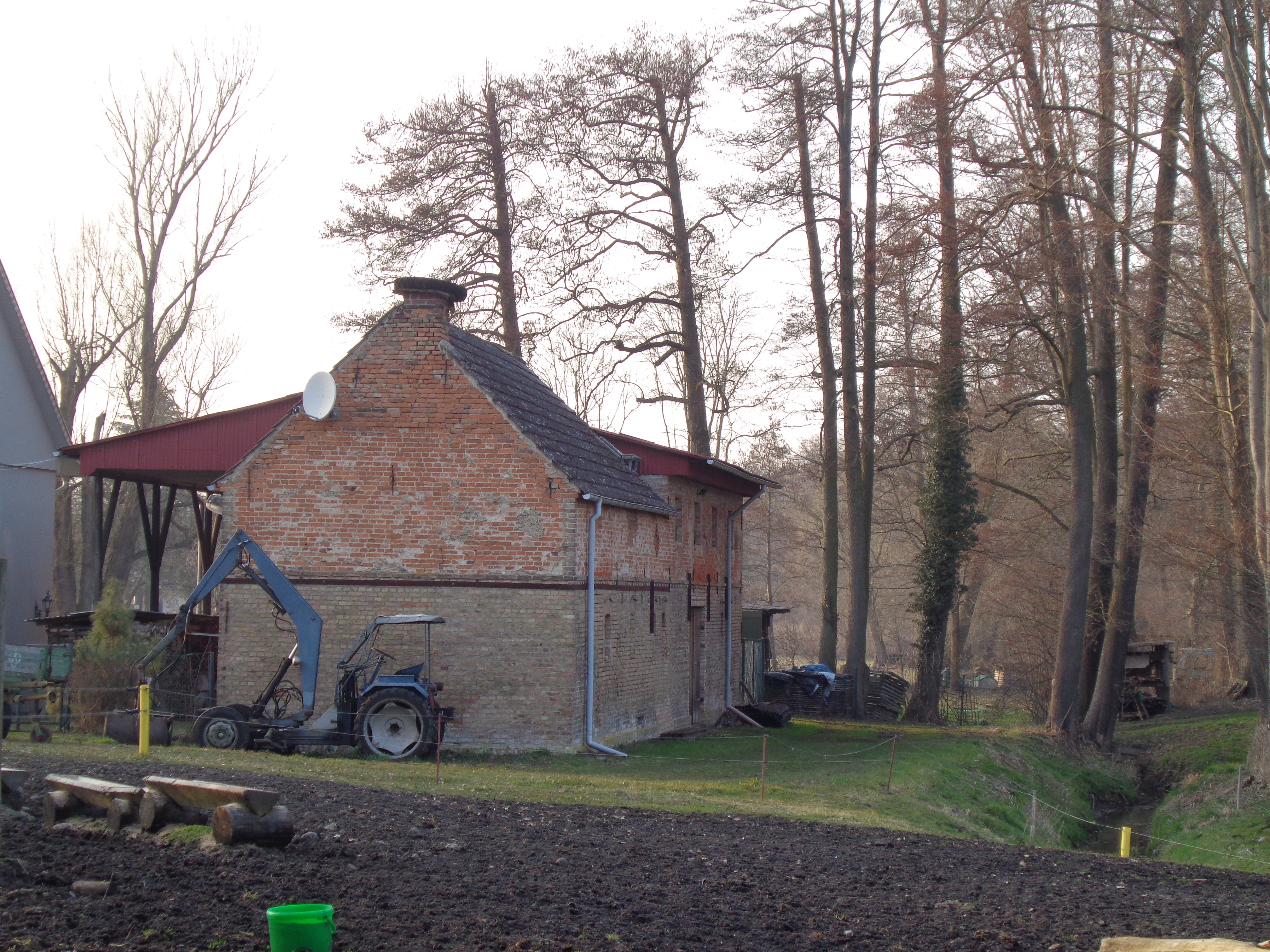
Wirtschaftsgebäude und Freiheitsgraben

## Geschichte
Das mittelalterliche Dorf Teurow war schon im 14./15. Jahrhundert wüst gefallen. Die wüste Feldmark gehörte im ausgehenden Mittelalter zur Herrschaft Buchholz der von Langen. 1445 hatte Friedrich von Biberstein die Brüder Hentz und Hasso von Langen mit dem Städtchen und Schloss Buchholz belehnt. Ob allerdings Teurow damals schon zur Herrschaft Buchholz gehörte, ließ sich nicht sicher ermitteln. 1490 belehnte Hans von Biberstein, Herr zu Sorau, Beeskow und Storkow die Gebrüder von Langen zu Buchholz und Münchehofe mit Schloss und Städtchen Buchholz und der Dorfstätte und dem Vorwerk Teurow. 1510 wird Teurow wiederum als wüstes Dorf bezeichnet. 1539 erwarb Wilhelm Schenk von Landsberg auf Teupitz das Städtchen (Märkisch) Buchholz mit der wüsten Feldmark und dem Vorwerk Teurow. Nach Rudolf Biedermann erfolgte die erste Nennung der Teurower Wassermühle (Teurische Mühle) in einem Lehnbrief, den die Schenken von Landsberg 1542 erhielten. In der Arbeit von Biedermann ist die genaue Urkunde angegeben. Konträr zu dieser Vorstellung behauptet Willy Spatz, dass Teurow und die Teurower Mühle Teil des Schenkenländchens war und schon 1527 von Otto Schenk von Landsberg veräußert worden ist. Doch nur wenige Sätze später, so schreibt Spatz, war Teurow und die Teurower Mühle wieder im Besitz der Schenken von Landsberg.
Dagegen geben Müller und Mattern sowie Müller 1529 als Jahr der ersten urkundlichen Nennung an, allerdings ohne Quellenangabe. Bei der Datumsangabe 1529 handelt es sich vermutlich um einen Schreibfehler, gemeint ist wohl 1539 oder 1527, die beide Daten sind oben diskutiert. Das Historische Ortslexikon gibt dagegen 1546 als Jahr der ersten urkundlichen Nennung der Teurower Mühle an. Auch hier wird die betreffende Urkunde genau zitiert. Es könnte sich dabei um eine spätere Belehnung der Schenken von Landsberg mit denselben Lehnstücken handeln.

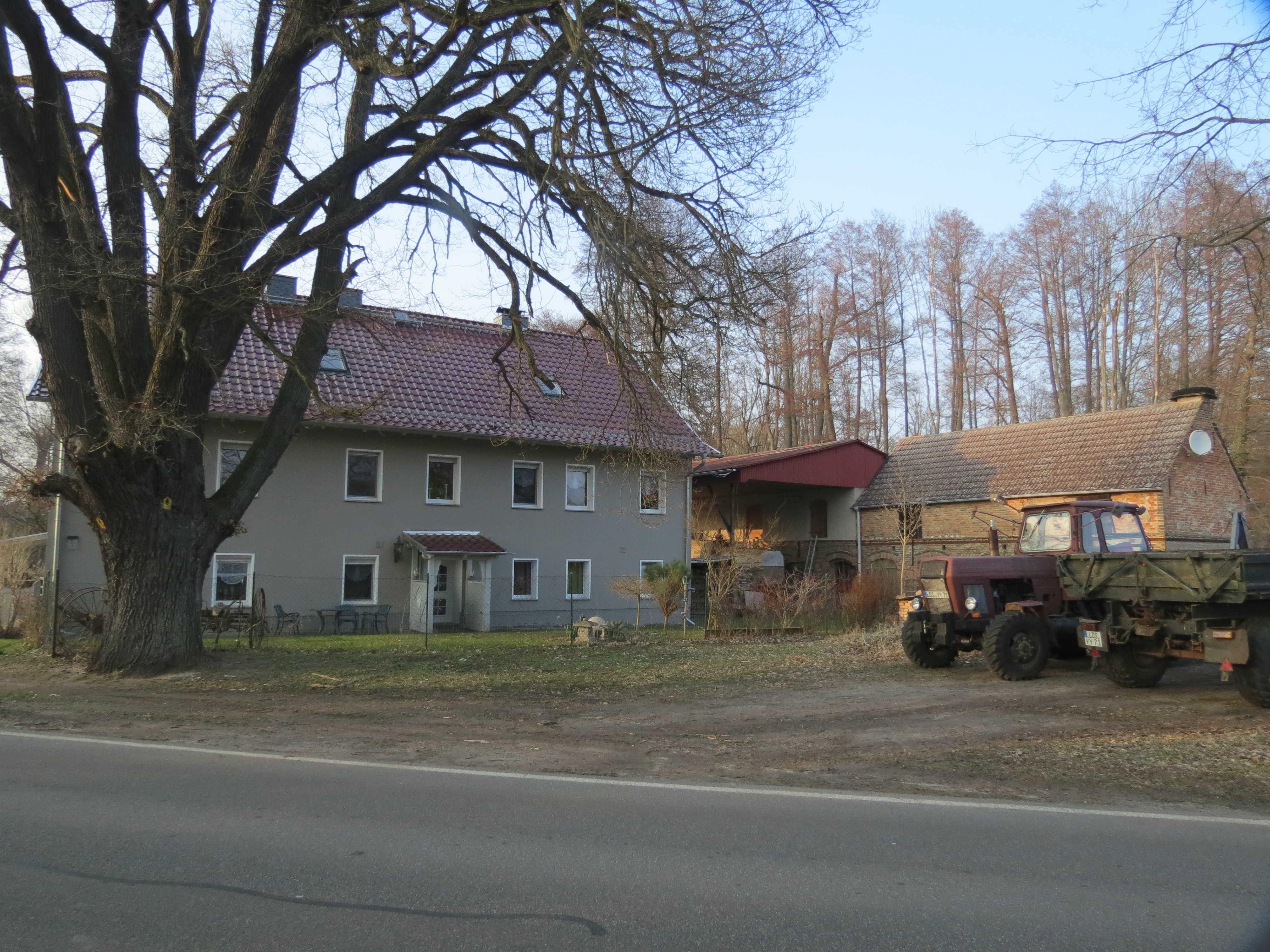
Ehemalige Teurower Wassermühle, Längsseite mit Wirtschaftsgebäuden

1624 besaß die (Wasser-)Mühle von Teurow ein Rad. Sie war damals eine Mahl- und Schneidemühle. Wöhner erwähnt, dass die Mühle ehem Tierichsche Mühle genannt wurde. Der Müller musste 4 Taler Kontribution, 2 Taler Kavallerigeld, 12 Groschen Kriegsfuhrgeld und 1 Taler 3 Groschen Meßkorngeld an Abgaben bezahlen. 1628 verkaufte Joachim Schenk von Landsberg zu Groß Leuthen, Wusterhausen und Teupitz das Gut Teurow mit der Mühle an Lippert Müller zu Berlin, nach Müller um den Betrag von 3850 Taler. 1655 musste der Kammergerichtsadvokat Friedrich Müller, vermutlich ein Sohn des oben genannten Lippert Müller, dem Ratsverwandten (Mitglied des Rates) Martin Richter zu Berlin für 500 Taler Darlehen Lehnstücke bei Teurow verpfänden. Noch im selben Jahr verkaufte Martin Richter, Ratsverwandter zu Berlin, das Gut Teurow an Lucas Hering für 2250 Taler, vermutlich auf Wiederkauf. Erst 1669 verzichteten die Erben des Martin Richter auf ihre Ansprüche an das Gut Teurow, das inzwischen von Otto Friedrich von Kahlenberg und Christoph von Köppen erworben worden war. Das Gut ging danach in den alleinigen Besitz des Otto Friedrich von Kahlenberg über. 1693 verkaufte die Witwe des Otto Friedrich von Kahlenberg das Gut Teurow an den kurfürstlichen Geheimen Secretarius Ernst Friedrich Fehren für 3200 Gulden. Kurfürst Friedrich, Markgraf von Brandenburg, erteilte seinen Konsens zum Verkauf. Ernst Friedrich Fehren hatte sich mit dem Kauf wohl übernommen, denn schon 1699 musste er das Gut Teurow dem Hofrat Johann Bergius für 3200 Taler verpfänden.
Im Jahr 1700 wird die Teurower Mühle wieder erwähnt, 1706 wird sie als Mahl- und Schneidemühle bezeichnet. Im Jahr 1700 verkaufte Hofrat Johann Bergius das Gut Teurow für nun schon 6000 Taler an Tobias von Bautzen. Und nur vier Jahre später verkaufte Tobias von Bautzen das Gut Teurow für 7400 Taler an den Legationssekretär Martin von Cruiff (van Cruyff). Nur zwei Jahre später ist  Martin von Cruiff verstorben, denn König Friedrich I. belehnte 1706 die Witwe des Legationsrats Martin von Cruiff (van Cruyff) mit dem Gut Teurow. Doch nur wenig später, noch 1706, verkaufte sie das Gut Teurow an Joachim Zülke (sic), Amtmann zu Neuenhof für 8000 Taler. Dieser erhielt 1707 die Belehnung mit Teurow. Eine erneute Belehnung erhielt  Joachim Zülke 1714 von König Friedrich Wilhelm I. Schließlich kaufte König Friedrich Wilhelm I. am 1. Okt. 1718 das Gut Teurow von Amtmann Joachim Zubke (sic) für 8700 Taler für seine Herrschaft Königs Wusterhausen.
1745 wird die Teurower Mühle als Wassermahlmühle mit einem Gang bezeichnet. Friedrich Wilhelm August Bratring beschreibt Teurow 1805: Teurow oder Theurow, Kolonie und Vorwerk unweit Halbe, 8 Büdner, 3 Einlieger und eine Wassermühle. 8 Feuerstellen, 79 Personen. 1813 gab das Amt Buchholz die Teurower Mühle an den Mühlenmeister Schönfeld in Erbpacht. 1835 wurden die Getreideabgaben der Teurower Mühle an das Amt Buchholz in eine Geldrente umgewandelt. Besitzerin der Teurower Mühle war zu dieser Zeit die Mühlenmeisterwitwe Wilhelmine Schönfeld. 1843 löste Wilhelmine Schönfeld geb. Schubke ihre Verpflichtung zur Leistung von 10 Diensttagen für das Amt mit einer Geldzahlung ab. In den Jahren 1851 bis 1864 wird über einen Wiederaufbau und eine Veränderung der Wassermühle in Teurow durch den Mühlenbesitzer Gottfried August Lederer berichtet. Nähere Einzelheiten sind aber nicht bekannt. 1853/54 wurde das Dahmefließ bei der Teurower Mühle geräumt und dazu nötig werdende Bauten und Reparaturen veranlasst. Auch hier ließ sich bisher nicht ermitteln, welche Maßnahmen durchgeführt wurden.
Bis 1858 war Mühlenmeister Gottfried August Lederer Erbpächter der Wassermühle in Teurow. 1857 löste die Hofkammer die Schirrholzgerechtigkeit der Mühle des Mühlenmeisters Gottfried August Lederer in Teurow gegen eine Geldzahlung ab.
1858 kaufte die Hofkammer des Königlichen Hausfideikommisses der Herrschaft Königs Wusterhausen die Teurower Mühle zurück. Anschließend wollte die Hofkammer die Mühle auf sechs Jahre verpachten. Die Mühle wird dabei näher beschrieben. Die Mühle war eine unterschlächtige Wassermühle mit zwei Mahlgängen, einem Spitzgange (zum Schälen des Getreides), vier Grützstampfen (Getreidemörser), einer Ölmühle mit sechs Lochstampfen und einer Doppelpresse sowie einer Schneidemühle mit einem Gatter. Sie hatte laut der Anzeige im Amtsblatt das ganze Jahr über genügend Wasser. Außerdem gehörten 30 Morgen Acker, Wiesen und Gärten dazu. Die Pachtsumme ist leider nicht genannt. Der neue Pächter Carl Leopold Hilgenfeld ließ 1863 das Stauwehr erneuern.

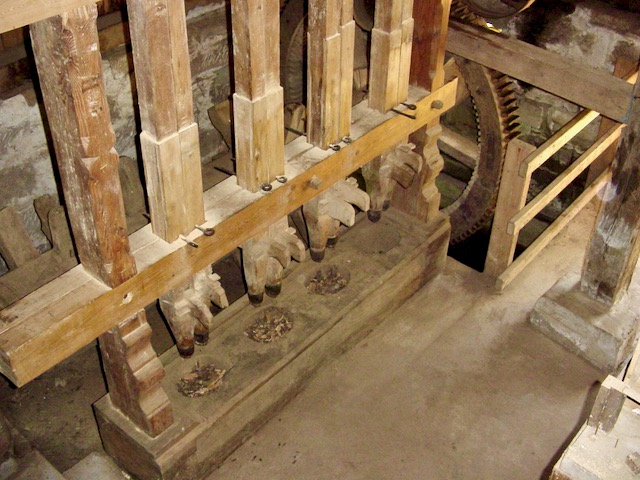
Lochstampfen der Ölmühle der Brandhöfer Mühle, Gde. Gschwend, Ostalbkreis, Baden-Württemberg (zur Erläuterung des Begriffes Lochstampfe)

1867 war die Mühle auf neun Jahre an Paul Kampffmeyer verpachtet. Zum Anwesen gehörten 64 Morgen Acker und Garten und 9 Morgen Wiese. Er bezahlte eine jährliche Pacht von 500 Talern.
Letzter Pächter der Teurower Wassermühle war Müller Adolf Kleinert, der aber durch die Konkurrenz der Dampfmühlen in Märkisch Buchholz zunehmend in wirtschaftliche Schwierigkeiten geriet. Mit dem Bau der Chaussee Halbe-Teurow 1910/11 wurde die Teurower Mühle stillgelegt. Kleinert erhielt 1911 einen Mietvertrag über das Mühlengehöft. Seine Witwe Marie Kleinert betrieb  später in dem ehemaligen Mühlengebäude eine Pension.

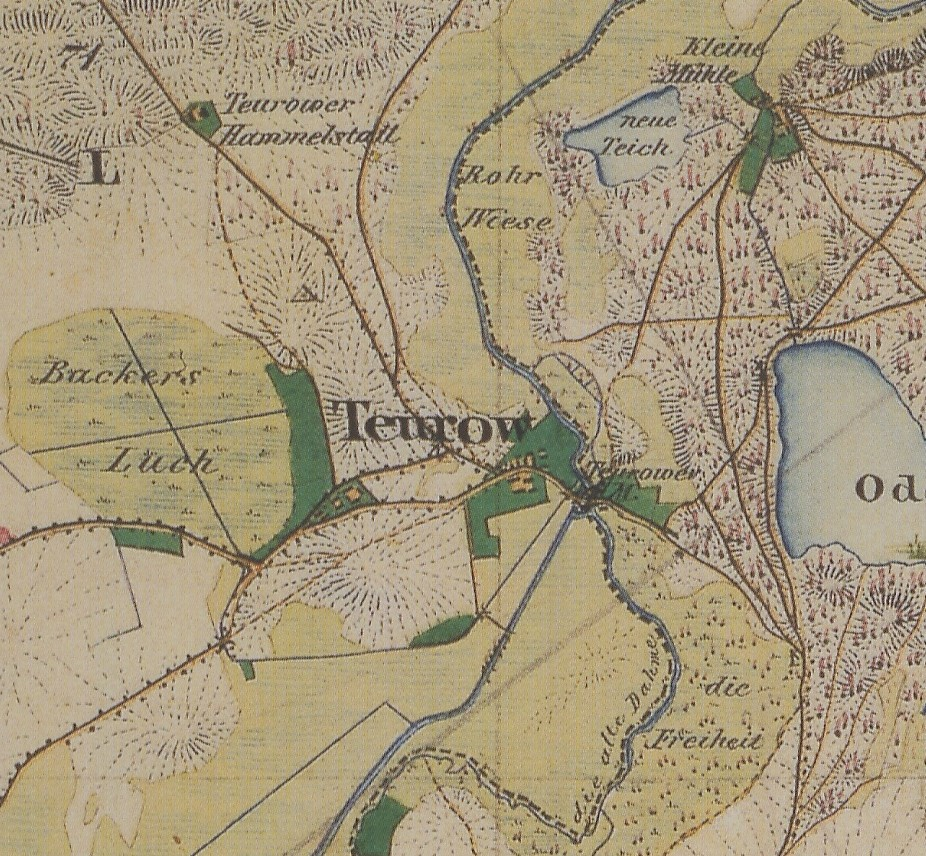
Teurow, Ausschnitt aus dem Urmesstischblatt 3948 Oderin von 1841 mit Verlauf der alten Dahme

## Mühlengebäude und wasserbauliche Anlagen
Das ehemalige Mühlengebäude ist entgegen den Angaben in Juschus erhalten. Es handelt sich um das derzeitige modernisierte Wohnhaus Dahmestraße 17. Das Gerinne liegt heute völlig trocken. Die wasserbaulichen Anlagen sind nicht mehr sicher zu rekonstruieren. Der heutige Straßenverlauf veränderte die Gegebenheiten. Der ursprüngliche Weg aus dem Dorf machte beim Mühlengehöft einen deutlichen Knick, wie auf der Topographischen Karte 1:25.000 Bl. 3948 Oderin zu erkennen ist. Auch die Dahme hatte ursprünglich einen anderen Verlauf; auf dem Urmesstischblatt Oderin von 1841 ist südlich der Dahmestraße noch der ursprüngliche Dahmelauf (die alte Dahme) deutlich weiter östlich als der heutige Flusslauf eingezeichnet. Die heutige Gemarkungsgrenze, ehemals die Grenze zwischen der Niederlausitz und dem Teltowischen Kreis, markiert noch den ursprünglichen Verlauf der Dahme. Der heutige kanalartige Verlauf, auf Teurow zu, ist vor 1841 entstanden bzw. wurde damals gegraben. Die heutige Dahmestraße führt heute wahrscheinlich über das Gelände des ehemaligen Mühlenteichs. Der Umflutkanal, der etwa bei der Brücke in das heutige Dahmebett führte, ist zum Teil noch vorhanden. Diese Verhältnisse sind noch deutlich auf dem Urmesstischblatt zu erkennen. Doch auch diese wasserbaulichen Anlagen waren wahrscheinlich schon das Ergebnis größerer Veränderungen des Dahmefließes, denn 1853/54 wurde das Dahmefließ bei der Teurower Mühle geräumt und dazu nötig werdende Bauten und Reparaturen veranlasst. Zwischen 1851 und 1864 wurde auch die Wassermühle in Teurow durch den Mühlenbesitzer Gottfried August Lederer neu aufgebaut. Der Vorgänger des heute noch erhaltenen Teurower Mühlengebäudes könnte daher auch noch einen anderen Standort auf dem Mühlengrundstück gehabt haben als das jetzige Gebäude.